# Babica riječna
Babica riječna (lat. Salaria fluviatilis) riba je koja spada u porodicu slingurki (Blenniidae).  

## Opis
Jedina je od jadranskih babica koja živi u slatkoj vodi, a ponekad se uhvati na ušćima rijeka u more. Stanište su joj rijeke i jezera, gdje se hrani sitnim životinjicama, a živi u plićoj vodi. Razmnožava se od travnja do svibnja, a može narasti do 15 cm. Na velikom dijelu staništa se smatra ugroženom vrstom.

## Rasprostranjenost
Ova vrsta živi u rijekama Mediteranskog sliva i obližnjim jezerima; možemo je naći na području Albanije, Alžira, Crne Gore, Francuske, Grčke, Hrvatske, Italije, Izraela, Maroka, Španjolske i Turske.

## Vanjske poveznice
|  | Zajednički poslužitelj ima još gradiva o temi Babica riječna |
|  | Wikivrste imaju podatke o taksonu Babica riječna             |